# Horná Potôň

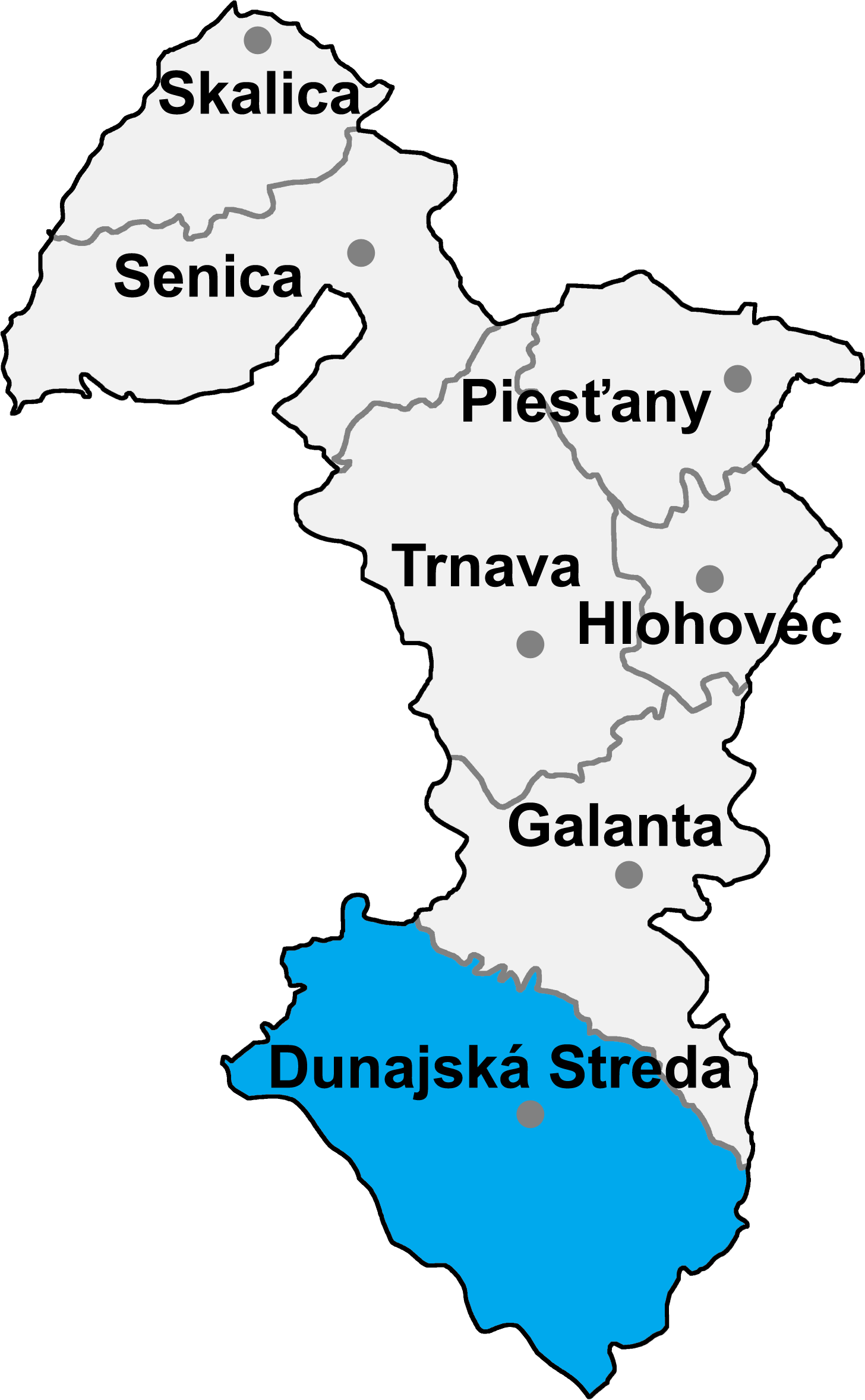
Localização de Dunajská Streda (distrito) na Trnava (região)

O Distrito eslovaco de Horná Potôň  é um dos sessenta e quatro municípios que formam a Distrito de Dunajská Streda, situada em Região de Trnava, Eslováquia.

## Demografia
| Ano:        | 1994 | 2004   | 2014    | 2024    |
| ----------- | ---- | ------ | ------- | ------- |
| Broj ljudi: | 1841 | 1762   | 1972    | 2260    |
| Razlika:    |      | -4,29% | +11,91% | +14,60% |

| Ano:               | 2023 | 2024   |
| ------------------ | ---- | ------ |
| Número de pessoas: | 2206 | 2260   |
| Diferença:         |      | +2,44% |